# Stazione di Borgio Verezzi
Stazione di Borgio Verezzi vasútállomás Olaszországban, Borgio Verezzi településen.

## Vasútvonalak
Az állomást az alábbi vasútvonalak érintik:
- Genova–Ventimiglia-vasútvonal

## Kapcsolódó állomások
A vasútállomáshoz az alábbi állomások vannak a legközelebb:
- Stazione di Pietra Ligure
- Stazione di Finale Ligure Marina